# Николаевский подпольный центр
«Николаевский подпольный центр» («Николаевский центр») — подпольная антифашистская организация, действовавшая в городах Николаеве, Херсоне и ряде других населённых пунктов на временно захваченной гитлеровскими оккупантами территории Украинской ССР в годы Великой Отечественной войны (1941—1945). Члены центра осуществили ряд крупных диверсий, причинивших немецким оккупантам большой ущерб в живой силе и технике, добывали и передавали в Москву ценную разведывательную информацию о противнике, распространяли листовки и воззвания.

## История

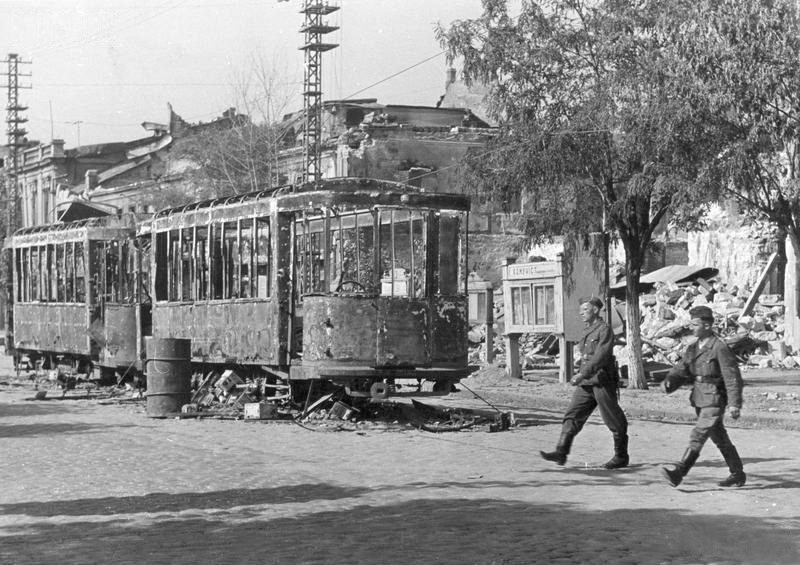
Николаев во время оккупации

Николаевский подпольный центр был создан в декабре 1941 года, путём объединения нескольких антифашистских групп. Его возглавил майор Виктор Лягин (Корнев Виктор Александрович), с 1938 года проходивший службу в НКВД и направленный специально для организации подполья на юге Украины. 30 сентября 1942 года из представителей отдельных групп был избран комитет в составе Павла Защука (председатель), Всеволода Бондаренко, Филиппа Комкова, Фёдора Воробьёва, Василия Соколова. Лягин из конспиративных соображений в комитет не был включён, хотя в действительности и управлял им. Центр руководил деятельностью более 20 подпольных групп, в которые входили несколько сот человек.
Центр организовывал диверсии, распространял листовки в Николаеве и области, собирал разведывательные данные, организовывал саботаж на промышленных предприятиях, поддерживал связь с другими подпольными организациями и Москвой, освобождал и укрывал военнопленных. Исполнителем большинства диверсий «Николаевского центра» была нелегальная резидентура «Маршрутники». Их планирование происходило под руководством Лягина, а исполнителем большинства был его заместитель — Александр Сидорчук. В разведывательно-диверсионную группу также входили П. Гавриленко, А. Наумов, Д. Сиверский, П. Луценко, И. Соломин, П. Шаповал. Первой из диверсий стал взрыв в конце ноября-начале декабря 1941 года в николаевском парке им. Г. И. Петровского, переименованный немцами в Мондпарк («Луна-парк»), где они обустроили военный склад и автобазу. После мощного взрыва загорелись грузовики. Было уничтожено до 30 автомашин, 100 комплектов автопокрышек, до 40 немецких солдат. Самой масштабной акцией подпольщиков стал взрыв на Николаевском военном аэродроме за Ингульским мостом, который организовал Сидорчук, устроившийся там работать слесарем-кочегаром. Это произошло 10 марта 1942 года. Согласно справке о деятельности подпольной организации «Николаевский Центр» от 17 апреля 1946 года в ходе акции было уничтожено 20 самолетов и большое количество топлива. По сообщению Павла Судоплатова, возглавлявшего в годы войны 4-е управление НКВД, эта операция стоила врагу 24 самолёта. Согласно справке от 4 апреля 1967 года подготовленной УКГБ при СМ УССР по Николаевской области в результате взрыва было уничтожено 27 самолётов, 25 авиамоторов, большое количество ГСМ и ряд сооружений. После войны жители Николаева установили на месте аэродрома (ныне — парк Победы) памятный камень с надписью: «На этом месте 10 марта 1942 года чекист-разведчик Александр Сидорчук совершил одну из самых значительных диверсий против немецких оккупантов». 
За время своей работы «Николаевский центр» напечатал более 15 000 листовок. Они доставлялись во все районы области, распространялись на предприятиях, развешивались на стенах домов, общественных мест. В них жители Николаевщины призывались на борьбу с оккупантами. Среди прочего, печатались призывы к крестьянам уничтожать скот и хлеб, чтобы они не достались врагу. Оккупационные власти жестоко наказывали за их распространение и хранение. За чтение антифашистских листовок были повешены десятки жителей Николаевской области. По подсчётам немецкой оккупационной администрации потери от наиболее крупных диверсий подпольной организации составили около 50 000 000 рублей. 
5 ноября 1942 года Сидорчук погиб при выполнении задания в Николаевском морском порту. В декабре 1942 года членов комитета арестовали, дальнейшее руководство взяли на себя члены разведывательной группы Лягина. В феврале 1943 года большинство из них также были арестованы. В центре осталось около 50 человек, которые некоторое время продолжали борьбу против оккупантов. После разгрома руководящего ядра член комитета Филипп Комков с группой подпольщиков переехал в Херсон, откуда координировал действия подполья на Николаевщине и Херсонщине. После его гибели осенью 1943 года руководящее ядро подполья снова переместилось в Николаев и действовало до освобождения города от оккупантов 28 марта 1944 года. На протяжении 1942—1943 годов были арестованы 97 подпольщиков, из них 46 казнены (в том числе лидеры организации Виктор Лягин, Павел Защук, Фёдор Воробьёв, Филип Комков, Василий Соколов). 29 членов Николаевского центра были отправлены в концлагеря в Германию.

## Память

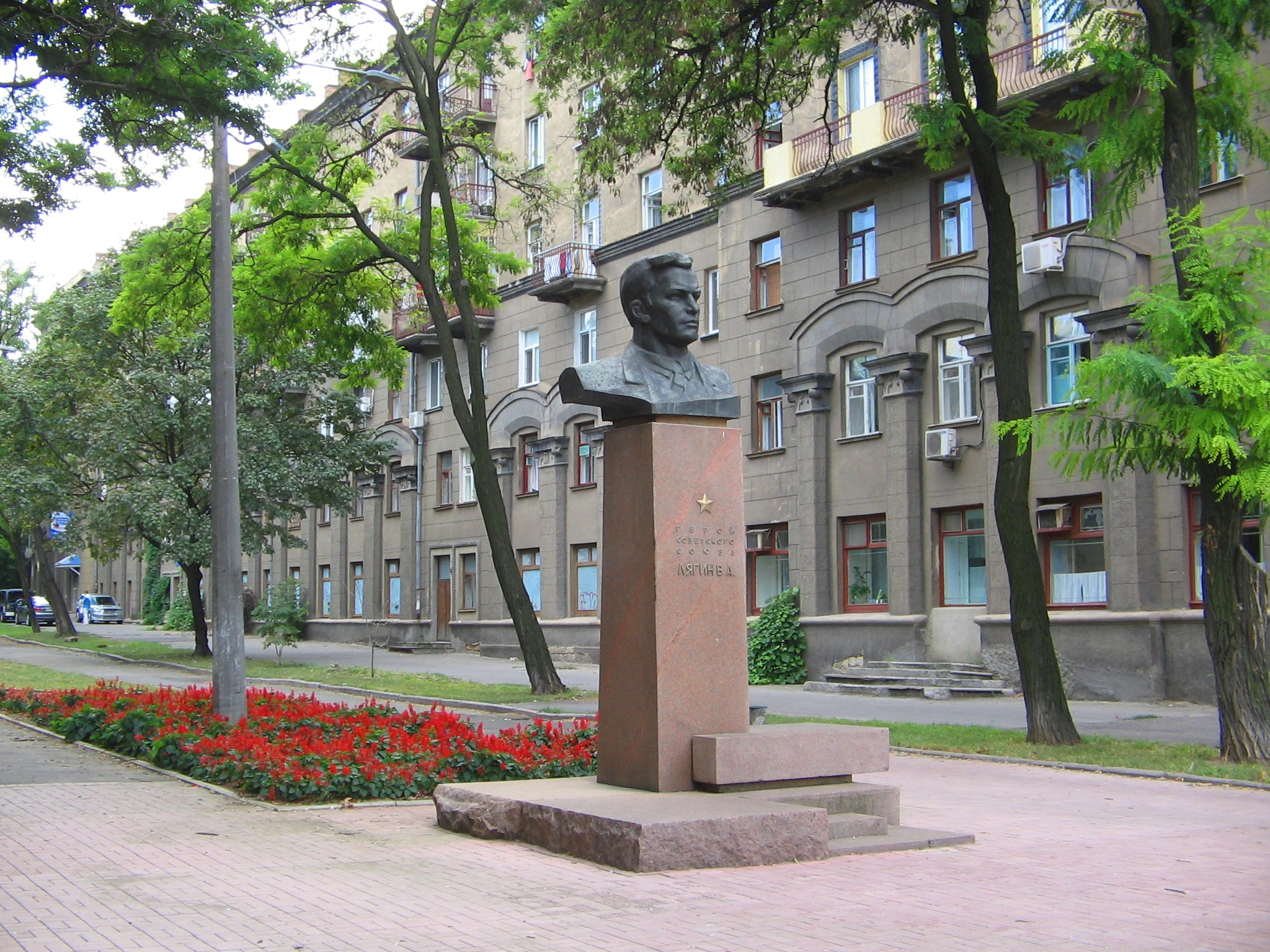
Памятник Лягину в Николаеве

Многие из членов организации награждены орденами (большинство посмертно). Виктору Лягину присвоено звание Героя Советского Союза (1944, посмертно). Материалы, связанные с деятельностью «Николаевского центра», хранятся в музее «Подпольно-партизанское движение на Николаевщине в годы Великой Отечественной войны» в Николаеве. 
Именами Виктора Лягина, Павла Защука, Александра Сидорова, Филиппа Комкова названы улицы в Николаеве. Имя Комкова носит также улица в Херсоне. В честь членов организации установлены памятники и мемориальные доски в Николаеве и других населённых пунктах бывшего СССР.

## В художественной литературе
- Авраменко, А. И. Гонцы из неволи: повесть. — М.: Радуга, 1988. — 36 с.
- Ардаматский, В. И. Они вступают в бой: отрывок из повести // Корабельная сторона. — Одесса: Маяк, 1971. — С. 188—199.
- Ардаматский, В. И. «Грант» вызывает Москву: повесть. — М.: Художественная литература, 1988. — 704 с.
- Владимов, М. Непокорённые: отрывок из пьесы // Корабельная сторона. — Одесса: Маяк, 1971. — С. 200—218.
- Дарда, В. И. Взрыв на аэродроме: отрывок из повести // В городе корабелов. — Одесса, 1981. — С. 163—171.
- Дарда, В. И. Лягин торопит: отрывок из повести // Корабельная сторона. — Одесса: Маяк, 1971. — С. 175—187.
- Дарда, В. И. Ребята майора Кента: повесть. — М.: Советский писатель, 1988. — 279 с.